# Find Your Man
Find Your Man er en amerikansk stumfilm fra 1924 af Malcolm St. Clair.

## Medvirkende
- June Marlowe som Carolina Blair
- Rin Tin Tin som Buddy
- Eric St. Clair som Paul Andrews
- Charles Hill Mailes som Gregory Mills
- Pat Hartigan som Martin Dains
- Fred R. Stanton
- Lew Harvey
- Heinie Conklin